# St. Isidore
St. Isidore är ett samhälle i Kanada.   Det ligger i provinsen Alberta, i den centrala delen av landet, 3 100 km väster om huvudstaden Ottawa. St. Isidore ligger 573 meter över havet och antalet invånare är 218.
Terrängen runt St. Isidore är huvudsakligen platt, men västerut är den kuperad. Trakten runt St. Isidore är nära nog obefolkad, med mindre än två invånare per kvadratkilometer.. Närmaste större samhälle är Peace River, 12,6 km väster om St. Isidore.
Trakten runt St. Isidore består till största delen av jordbruksmark.